# Random Hero
Random Hero — американская рок-группа, из города Денвер, штат Колорадо, образованная в 2005 году.
Random Hero известны своими полными энергией концертами и привлекательной музыкой.
Продюсер группы — известный гитарист Бен Касика (ex-Skillet).

## История

### Ранние годы
История группы началась в 2005 году. В первоначальный состав входили Джошуа Бертранд (соло-гитара), Дерек Aросемена (бас-гитара), Роберт Хигдон (ударные), и Кэт Барнес (вокалистка). На ранних годах группа набирает тонны признания и сравнивается с Evanescence, из-за проникновенного вокала Кэт и оркестрово-основанных энергичных текстов и музыки Джошуа Бертранда.
В апреле 2006 года Random Hero подписали контракт со Скотти Флинтом и Fury Artist Management, LLC. Флинт быстро построил и реализовал полный бизнес-план для того, чтобы определить направление группы. Через несколько месяцев, Аарон Уоткинс заменяет Кэт Барнес на её месте вокалиста. Уоткинс был предложен одним из общих друзей Флинта и Аарона, а также бывшими членами Radial Angel и Driven. Уоткинс вписывается сразу, и группа определяет себя как мужской коллектив, набирая скорость.
В августе 2007 года Random Hero приняли участие в конкурсе лучших групп из города Денвер — KBPI Best Band. KBPI принадлежит Клер Шанель, и является четвёртой по величине рок-радиостанцией в Соединенных Штатах. В конкурсе участвовали сотни групп, среди них Random Hero заняли место в первой тройке.

### Годы развития
В марте 2008 года, барабанщик Роб Хигдон покидает группу по семейным обстоятельствам. После нескольких прослушиваний оставшиеся члены группы были разочарованы, но Флинт сказал что идеальный барабанщик найдётся и у него есть кандидат на это место. Настало время финального прослушивания. После первых 30 секунд прослушивания Бертранд и Дерек обернулись к Флинту с огромными улыбками. Random Hero нашли идеального барабанщика. Им оказался Джош Таррант.
В ноябре 2008 года Флинт назначил встречу с членами Random Hero чтобы вновь поговорить о направлении группы. Было принято решение уделять больше внимания христианскому музыкальному рынку.
В течение оставшейся части 2008 года группа продолжала играть для больших и растущих групп людей, не только хэдлайнерами шоу, но и в прямой поддержке национальных групп.
В январе 2009 года Флинт представил Random Hero на MTV в качестве потенциальных тренеров в реалити-шоу «Made». Random Hero, а точнее Джошуа Бертрад, был выбран чтобы снимать эпизод «Made» с девятиклассником из Эстес Перк, Колорадо. Финальная версия эпизода «Made» вышла в эфир более пятидесяти раз в США и столько же раз в других странах.
В течение оставшейся части 2009 года у Random Hero был тяжёлый график концертов как в Денвере, так и на AgapeFest и Cornerstone в Иллинойсе. Флинт представил группу на место Van’s Warped Tour. Из более чем тысячи записей различных групп, Random Hero были выбраны для выступления в Денвере. Кроме того, христианское направление группы начали быстро развиваться, и они были приглашены, чтобы играть в Six Flags Elitch’s «Faith Day» с Reliant K.
Барабанщик Random Hero — Джош Таррант является активным членом ВВС США. Random Hero была предоставлена возможность написать песню для Guardian Challenge ВВС США. Бертран и Уоткинс написали песню «Guardians of Freedom» с Джошем Таррантом, выступающим в качестве продюсера. Песня была выбрана в качестве музыкальной темы для Buckley Air Force Base — вступления в Challenge Guardian. За этим последовал ряд выступлений для тысяч членов ВВС США, в том числе генералов, офицеров и помощника заместителя министра военно-воздушных сил.
В декабре 2009 года Random Hero стали одной из первых групп в Соединенных Штатах, выпустивших приложение для iPhone.

### По стопам группы
В 2010 году Random Hero выпустили the Black EP и the White EP и получили восторженные отзывы. Группа отправилась в штат Иллинойс, чтобы выступить на открытии шоу AgapeFest. Два месяца спустя Random Hero дебютировали в основном шоу, выступав на AgapeFest всего лишь второй год. Random Hero был ошеломлены поклонниками после их выступления, и сразу же получили предложение от Криса Эммануила — директора фестиваля, выступить на AgapeFest в 2011 году.
В течение оставшейся части лета, Random Hero вновь выступают на Cornerstone. В первый раз группа выступила на фестивале Alive Hills в Rapid City, SD. Кроме того, группа была приглашена выступить в Колорадо, на крупнейший христианский музыкальный фестиваль Heaven Fest, и во второй раз за многие годы на Six Flags Elitch «Faith Day». На этот раз со Skillet.
По завершении фестиваля Джон Купер и Бен Касика из Skillet приблизились к группе, чтобы узнать действительно ли группа была подписана на лейбл. В течение следующих месяцев, Random Hero подписали эксклюзивный продюсерский контракт с Касикой. «Это большая честь для нас», говорил фронтмен группы — Аарон Уоткинс. Уоткинс сказал, «Мы уважаем Бена не только за его продюсерский талант, но также все члены Random Hero являются большими поклонниками Skillet». Предварительная запись нескольких песен началась в сентябре 2010 года. 1 ноября 2010 года группа приступила к записи новых песен на Skies Fall Studios, in Kenosha, WI — студии Касики.
В январе 2011 года Random Hero начали искать второго гитариста для того, чтобы улучшить живое звучание. Им стал Алекс Салинас.
«Breakdown EP» был выпущен в мае 2011 года, студией Skies Fall Records. Кроме того, в мае Random Hero вновь выступили на главной сцене AgapeFest. Бен Касика присоединился к группе на сцене, чтобы исполнить песню «Freakshow».
В июне 2011 года Random Hero подписали совместный контракт с Беном Касикой и Skies Fall Media Group Джо Снайдера. Группа была также выбрана SESAC для выступлений.
В июле 2011 года Random Hero ещё раз финишировали в конкурсе KBPI Best Band будучи в тройке лидеров. Программный директор — Вилли B сказал о группе «ЕР целом является великолепным, но песня Breakdown абсолютно восхитительна, и, на мой взгляд это огромный успех. Эта песня может играть на радио регулярно уже сейчас. В целом, эта группа просто фантастическая, и если люди просто услышат песню, они сразу станут фанатами группы.»

## Состав группы

### В настоящее время
- Aaron Watkins / Аарон Уоткинс — вокал
- Joshua Bertrand / Джошуа Бертранд — соло-гитара
- Jon Cornella / Джон Корнелла — ударные
- Rob «Los» McDonough / Роб МакДонаф — бас-гитара

### Бывшие участники
- Дерек Aросемена
- Роберт Хигдон
- Кэт Барнес
- Джош Таррант
- Ник Пирсон
- Алекс Салинас

## Дискография
- 2009 год — «Random Hero EP»
- 2009 год — «The EP (Black)»
- 2010 год — «The EP (White)»
- 2011 год — «Breakdown EP»
- 2013 год — «Carry Me, Bury Me»
- 2017 год — «The Covering»
- 2019 год — «Tension»

## Синглы
| Год                                       | Сингл              | Позиции в чарте | Позиции в чарте | Позиции в чарте | Позиции в чарте | Позиции в чарте     | Позиции в чарте | Сертификация | Альбом            |
| Год                                       | Сингл              | US              | US Main.        | US Rock         | US Christ Rock  | US Christ Recuurent | CR.net          | Сертификация | Альбом            |
| ----------------------------------------- | ------------------ | --------------- | --------------- | --------------- | --------------- | ------------------- | --------------- | ------------ | ----------------- |
| 2009                                      | "Good Morning"     | —               | —               | —               | —               | —                   | —               |              | The EP (Black)    |
| 2009                                      | "Ammunition"       | —               | —               | —               | —               | —                   | —               |              | Random Hero EP    |
| 2009                                      | "Get Away"         | —               | —               | —               | —               | —                   | —               |              | Random Hero EP    |
| 2009                                      | "Pull the Trigger" | —               | —               | —               | —               | —                   | —               |              | Random Hero EP    |
| 2011                                      | "Breakdown"        | —               | —               | —               | 9               | 2                   | 20              |              | Breakdown EP      |
| 2011                                      | "Freak Show"       | —               | —               | —               | 27              | —                   | —               |              | Breakdown EP      |
| 2013                                      | "Mercy"            | —               | —               | —               | —               | —                   | —               |              | Carry Me, Bury Me |
| 2013                                      | "You Won't Relent" | —               | —               | —               | —               | —                   | —               |              | Carry Me, Bury Me |
| "—" denotes a release that did not chart. |                    |                 |                 |                 |                 |                     |                 |              |                   |

## Видеография
| Год  | Название | Альбом            |
| ---- | -------- | ----------------- |
| 2013 | «Mercy»  | Carry Me, Bury Me |

## Награды и признание
KBPI Best Band in Denver Competition
- 2007 Finalist, Top 3
- 2011 Finalist, Top 3

US Air Force’s Guardian Challenge
- 2009 — песня «Guardians of Freedom» была выбрана в качестве музыкальной темы для Бакли Air Force Base